# Klášter premonstrátů (Žatec)
Premonstrátský klášter existoval v Žatci v letech 1807–1873.

## Historie
V Žatci bývala stará latinská škola, kterou od roku 1335 obsazovala městská rada. Tato škola patřila k nejlepším v zemi (v 16. století na ní působil například M. Mikuláš Černobýl, Václav z Vodňan atd.). Po Bílé hoře převzali kolem roku 1640 strahovští premonstráti tuto latinskou školu, ale po celé 17. a 18. století nezískala zpět svou bývalou vysokou úroveň. Zvlášť velkým konkurentem jí bylo jezuitské gymnázium v Chomutově. V 18. století byli na škole jen dva premonstráti, mladí duchovní, kteří byli pak zpravidla jmenováni za kaplany při žateckém děkanství. Roku 1767 při velkém požáru shořela i latinská škola. Až od roku 1777 to bylo komunální gymnázium.
Obrat nastal teprve po známých školských reformách a 3. listopadu 1807 vzniklo žatecké gymnázium jako veřejný ústav, na němž dále působili strahovští premonstráti. Bylo to pětitřídní gymnázium, které roku 1817 dostalo jako ostatní i šestou třídu. Gymnázium bylo umístěno v bývalém pivovaru čp. 127 a roku 1817 bylo rozšířeno přístavbou. Gymnázium udržovali strahovští premonstráti a právovárečné měšťanstvo v Žatci. Od roku 1807 nabýval tento ústav dobrého zvuku a premonstrátští profesoři v čele s prefektem získali tehdy značné úspěchy (roku 1807 prefekt P. Fr. Th. Singer OPraem). Po roce 1848 bylo i žatecké gymnázium postupně rozšířeno na osmitřídní. Právovárečné měšťanstvo koupilo roku 1851 proto dům čp. 125 v Dlouhé ulici a zřídilo tam byty pro premonstrátské profesory. Nová dvouposchoďová budova byla vysvěcena 28. června 1854 strahovským opatem J. Zeidlerem. Ve správě premonstrátů zůstalo gymnázium až do 31. července 1873. Tehdy byl ústav postátněn a premonstráti tak ze žateckého gymnázia, o které se bezesporu zasloužili, definitivně odešli.